# Neuseeländische Cricket-Nationalmannschaft in Indien in der Saison 2022/23
Die Tour der neuseeländischen Cricket-Nationalmannschaft nach Indien in der Saison 2022/23 fand vom 18. Januar bis zum 1. Februar 2023 statt. Die internationale Cricket-Tour war Bestandteil der Internationalen Cricket-Saison 2022/23 und umfasste drei One-Day Internationals und drei Twenty20s. Indien gewann die ODI-Serie 3–0 und die Twenty20-Serie 2–1.

## Vorgeschichte
Indien spielte zuvor eine Tour gegen Sri Lanka, Neuseeland in Pakistan. Davor spielten die beiden Teams gegeneinander bei einer Tour in Neuseeland, wobei Indien die Twenty20- und Neuseeland die ODI-Serie gewann.

## Stadien
Die folgenden Stadien wurden für die Tour als Austragungsort vorgesehen und am 8. Dezember 2022 bekanntgegeben.
| Stadion                                                      | Stadt     | Kapazität | Spiele |
| ------------------------------------------------------------ | --------- | --------- | ------ |
| Narendra Modi Stadium                                        | Ahmedabad | 132.000   | 3. T20 |
| Rajiv Gandhi International Cricket Stadium                   | Hyderabad | 55.000    | 1. ODI |
| Holkar Stadium                                               | Indore    | 30.000    | 3. ODI |
| Bharat Ratna Shri Atal Bihari Vajpayee Ekana Cricket Stadium | Lucknow   | 50.000    | 2. T20 |
| JSCA International Stadium Complex                           | Ranchi    | 39.133    | 1. T20 |
| Shaheed Veer Narayan Singh International Cricket Stadium     | Raipur    | 65.000    | 2. ODI |

## Kaderlisten
Neuseeland benannte seinen ODI-Kader am 2. Januar und seinen Twenty20-Kader am 12. Januar 2023. Indien benannte seine Kader am 13. Januar 2023.
| ODI | ODI | T20 | T20 |
| Indien | Neuseeland | Indien | Neuseeland |
| --- | --- | --- | --- |
| - Rohit Sharma (K) - Hardik Pandya (VK) - Shahbaz Ahmed - K. S. Bharat (wk) - Yuzvendra Chahal - Shubman Gill - Shreyas Iyer - Ishan Kishan (wk) - Virat Kohli - Umran Malik - Rajat Patidar - Mohammed Shami - Mohammed Siraj - Washington Sundar - Shardul Thakur - Suryakumar Yadav - Kuldeep Yadav | - Tom Latham (K, wk) - Finn Allen - Doug Bracewell - Michael Bracewell - Mark Chapman - Devon Conway - Jacob Duffy - Lockie Ferguson - Matt Henry - Adam Milne - Daryl Mitchell - Henry Nicholls - Glenn Phillips - Mitchell Santner - Henry Shipley - Ish Sodhi - Blair Tickner | - Hardik Pandya (K) - Suryakumar Yadav (VK) - Yuzvendra Chahal - Ruturaj Gaikwad - Shubman Gill - Deepak Hooda - Ishan Kishan (wk) - Mukesh Kumar - Umran Malik - Shivam Mavi - Jitesh Sharma (wk) - Prithvi Shaw - Arshdeep Singh - Washington Sundar - Rahul Tripathi - Kuldeep Yadav | - Mitchell Santner (K) - Finn Allen - Michael Bracewell - Mark Chapman - Dane Cleaver - Devon Conway - Jacob Duffy - Lockie Ferguson - Benjamin Lister - Daryl Mitchell - Glenn Phillips (wk) - Michael Rippon - Henry Shipley - Blair Tickner - Ish Sodhi |

## One-Day Internationals

### Erstes ODI in Hyderabad
| 18. Januar Scorecard | Hyderabad | Indien 349-8 (50)          | – | Neuseeland 337 (49.2) |
|                      |           | Indien gewinnt mit 12 Runs |   |                       |

Indien gewann den Münzwurf und entschied sich als Schlagmannschaft zu beginnen. Für sie konnten die Eröffnungs-Batter Rohit Sharma und Shubman Gill eine Partnerschaft bilden. Sharma schied nach 34 Runs aus und an der Seite von Gill erreichte Suryakumar Yadav 31, Hardik Pandya 28 und Washington Sundar 12 Runs. Im letzten Over des Innings schied dann auch Gill nach einem Double-Century über 208 Runs aus 149 Bällen aus und verhalf Indien zu einer Vorgabe von 350 Runs. Beste neuseeländische Bowler waren Daryl Mitchell mit 2 Wickets für 30 Runs und Henry Shipley mit 2 Wickets für 74 Runs. Für Neuseeland bildete Eröffnungs-Batter Finn Allen zusammen mit dem dritten Schlagmann Henry Nicholls eine Partnerschaft. Allen schied nach 40 Runs aus und Nicholls nach 18. Nachdem Glenn Phillips nach 11 und Tom Latham nach 24 Runs ihr Wicket verloren bildete sich eine Partnerschaft zwischen Michael Bracewell und Mitchell Santner. Zusammen erreichten sie 162 Runs, bevor Santner nach einem Fifty über 57 Runs ausschied. Bracewell ermöglichte Neuseeland noch eine Chance die Vorgabe einzuholen, verlor jedoch im letzten Over des Innings nach einem Century über 140 Runs aus 78 Bällen das letzte Wicket des Spiels. Bester indischer Bowler war Mohammed Siraj mit 4 Wickets für 46 Runs. Als Spieler des Spiels wurde Shubman Gill ausgezeichnet.

### Zweites ODI in Raipur
| 21. Januar Scorecard | Raipur | Neuseeland 108 (34.3)        | – | Indien 111-2 (20.1) |
|                      |        | Indien gewinnt mit 8 Wickets |   |                     |

Indien gewann den Münzwurf und entschied sich als Feldmannschaft zu beginnen. Neuseeland verlor früh fünf Wickets, bevor sich eine Partnerschaft zwischen Glenn Phillips und Michael Bracewell bildete. Bracewell schied nach 22 Runs aus und nachdem Mitchell Santner 27 Runs erzielte, verlor auch Phillips sein Wicket. Von den verbliebenen Battern konnte sich niemand mehr etablieren und so verlor Neuseeland das letzte Wicket mit einer Vorgabe von 109 Runs. Bester indischer Batter war Mohammed Shami mit 3 Wickets für 18 Runs. Für Indien etablierten sich die Eröffnungs-Batter Rohit Sharma und Shubman Gill. Sharma schied nach einem Fifty über 51 Runs aus und nachdem Virat Kohli 11 Runs hinzufügte konnte Gill zusammen mit Ishan Kishan die Vorgabe einholen. Gill erreichte dabei 40* Runs, Kishan 8* Runs. Die neuseeländischen Wickets erzielten Henry Shipley und Mitchell Santner. Als Spieler des Spiels wurde Mohammed Shami ausgezeichnet.

### Drittes ODI in Indore
| 24. Januar Scorecard | Indore | Indien 385-9 (50)          | – | Neuseeland 295 (41.2) |
|                      |        | Indien gewinnt mit 90 Runs |   |                       |

Neuseeland gewann den Münzwurf und entschied sich als Feldmannschaft zu beginnen. Für Indien etablierten sich die Eröffnungs-Batter Rohit Sharma und Shubman Gill. Sharma verlor sein Wicket nach einem Century über 101 Runs aus 85 Bällen, bevor auch Gill nach einem Century über 112 Runs aus 78 Bällen ausschied. Sie wurden ersetzt durch Virat Kohli und Ishan Kishan. Kishan schied nach 17 Runs aus und nachdem Kohli 36 Runs erreichte, verlor auch Suryakumar Yadav nach 14 Runs aus. Daraufhin etablierte sich Hardik Pandya und nachdem Shardul Thakur an seiner Seite 25 Runs erzielte, verlor Pandya nach einem Fifty über 54 Runs sein Wicket und half so die Vorgabe auf 386 Runs zu erhöhen. Beste neuseeländische Bowler waren Blair Tickner mit 3 Wickets für 76 Runs und Jacob Duffy mit 3 Wickets für 100 Runs. Für Neuseeland bildete Eröffnungs-Batter Devon Conway zusammen mit Henry Nicholls eine erste Partnerschaft. Nicholls schied nach 42 Runs aus und der hineinkommende Daryl Mitchell erzielte 24 Runs. Nachdem Conway zusammen mit Michael Bracewell eine Partnerschaft gebildet hatte, schied er nach einem Century über 138 Runs aus 100 Bällen aus. Bracewell schied dann nach 26 Runs aus, während Mitchell Santner dann, bis er das letzte Wicket verlor, noch 34 Runs erzielen konnte, was jedoch nicht ausreichte, um die Vorgabe einzuholen. Beste indische Bowler waren Shardul Thakur mit 3 Wickets für 45 Runs und Kuldeep Yadav mit 3 Wickets für 62 Runs. Als Spieler des Spiels wurde Shardul Thakur ausgezeichnet.

## Twenty20 Internationals

### Erstes Twenty20 in Ranchi
| 27. Januar Scorecard | Ranchi | Neuseeland 176-6 (20)          | – | Indien 155-9 (20) |
|                      |        | Neuseeland gewinnt mit 21 Runs |   |                   |

Indien gewann den Münzwurf und entschied sich als Feldmannschaft zu beginnen. Für Neuseeland bildeten die Eröffnungs-Batter Finn Allen und Devon Conway eine erste Partnerschaft. Allen schied nach 35 Runs aus und nachdem Glenn Phillips 17 Runs erreichte, schied auch Conway nach einem Fifty über 52 Runs aus. Daraufhin konnte sich Daryl Mitchell etablieren und erzielte ein ungeschlagenes Fifty über 59* Runs. Bester indischer Bowler war Washington Sundar mit 2 Wickets für 22 Runs. Nachdem Indien drei frühe Wickets verloren hatte, konnte Suryakumar Yadav zusammen mit Hardik Pandya eine Partnerschaft bilden. Yadav schied nach 47 Runs aus und wurde durch Washington Sundar ersetzt, bevor auch Pandya nach 21 Runs sein Wicket verlor. An der Seite von Sundar erreichte lediglich Deepak Hooda mit 10 Runs eine zweistellige Run-Zahl, bevor Sundar im letzten Over nach einem Fifty über 50 Runs sein Wicket verlor, ohne die Vorgabe zu erreichen. Beste neuseeländische Bowler mit jeweils zwei Wickets waren Mitchell Santner für 11, Michael Bracewell für 31 und Lockie Ferguson für 33 Runs. Als Spieler des Spiels wurde Daryl Mitchell ausgezeichnet.

### Zweites Twenty20 in Lucknow
| 29. Januar Scorecard | Lucknow | Neuseeland 99-8 (20)         | – | Indien 101-4 (19.5) |
|                      |         | Indien gewinnt mit 6 Wickets |   |                     |

Neuseeland gewann den Münzwurf und entschied sich als Schlagmannschaft zu beginnen. Die neuseeländischen Eröffnungs-Batter Finn Allen und Devon Conway erzielten jeweils 11 Runs, bevor Mark Chapman und Michael Bracewell jeweils 14 Runs erreichten. Daraufhin etablierte sich Mitchell Santner und konnte bis zum Ende des Innings 19* Runs erzielen. Bester indischer Bowler war Arshdeep Singh mit 2 Wickets für 7 Runs. Für Indien bildeten die Eröffnungs-Batter Shubman Gill und Ishan Kishan eine Partnerschaft. Gill schied nach 11 Runs aus und wurde durch Rahul Tripathi ersetzt. Nachdem Kishan sein Wicket nach 19 Runs verloren hatte, schied kurz darauf auch Tripathi nach 13 Runs aus. Daraufhin etablierte sich Suryakumar Yadav und nachdem Washington Sundar an seiner Seite 10 Runs gelangen, konnte er zusammen mit Hardik Pandya im letzten Over die Vorgabe einholen. Yadav erreichte dabei 26* Runs und Pandya 15* Runs. Die neuseeländischen Wickets erzielten Michael Bracewell und Ish Sodhi. Als Spieler des Spiels wurde Suryakumar Yadav ausgezeichnet.

### Drittes Twenty20 in Ahmedabad
| 1. Februar Scorecard | Ahmedabad | Indien 234-4 (20)           | – | Neuseeland 66 (12.1) |
|                      |           | Indien gewinnt mit 168 Runs |   |                      |

Indien gewann den Münzwurf und entschied sich als Schlagmannschaft zu beginnen. Für sie bildeten Eröffnungs-Batter Shubman Gill zusammen mit dem dritten Schlagmann Rahul Tripathi eine Partnerschaft. Tripathi schied nach 44 Runs aus und nachdem Suryakumar Yadav 24 Runs erzielte, konnte Hardik Pandya 30 Runs hinzufügen. Gill beendete das Innings ungeschlagen nach einem Century über 126* Runs aus 63 Bällen. Die neuseeländischen Wickets wurden durch vier verschiedene Bowler erzielt. Neuseeland verlor früh fünf Wickets, bevor sich Daryl Mitchell etablierte. An seiner Seite konnte Mitchell Santner 13 Runs erreichen. Mitchell verlor dann das letzte Wicket nach 35 Runs, konnte jedoch zu keinem Zeitpunkt die Vorgabe gefährden. Bester indischer Bowler war Hardik Pandya mit 4 Wickets für 16 Runs. Als Spieler des Spiels wurde Shubman Gill ausgezeichnet.

## Auszeichnungen

### Player of the Series
Als Player of the Series wurden der folgende Spieler ausgezeichnet.
| Serie    | Player of the Series |
| -------- | -------------------- |
| ODI      | Shubman Gill         |
| Twenty20 | Hardyk Pandya        |

### Player of the Match
Als Player of the Match wurden die folgenden Spieler ausgezeichnet.
| Spiel       | Player of the Match |
| ----------- | ------------------- |
| 1. ODI      | Shubman Gill        |
| 2. ODI      | Mohammed Shami      |
| 3. ODI      | Shardul Thakur      |
| 1. Twenty20 | Daryl Mitchell      |
| 2. Twenty20 | Suryakumar Yadav    |
| 3. Twenty20 | Shubman Gill        |